# Rwanda aux Jeux du Commonwealth
Le Rwanda, admis à rejoindre le Commonwealth des Nations en 2009, participe depuis lors aux Jeux du Commonwealth. Le pays a pris part à ce jour aux épreuves d'athlétisme, de boxe, de cyclisme, d'haltérophilie et de natation, sans remporter de médaille. 